# Ludwigia błotna
Ludwigia błotna (Ludwigia palustris L.) – gatunek roślin z rodziny wiesiołkowatych (Onagraceae). Inna nazwa zwyczajowa: płytek błotny. Jest szeroko rozprzestrzeniona, występuje na wszystkich z wyjątkiem Antarktydy kontynentach świata. W Polsce dawniej występowała koło Gubina, obecnie jest wymarła. Jest uprawiana jako roślina akwariowa.

## Morfologia
PokrójDrobna roślina błotna o czołgającej się i czasami zakorzeniającej w błocie łodydze.
LiścieUlistnienie naprzeciwległe, liście krótkoogonkowe, szerokojajowate o długości (7)10-30(55) mm.
KwiatyZielonkawe, wyrastają pojedynczo w kątach liści. Mają długość 4 mm, 4 pręciki, nie posiadają płatków.

## Ekologia
Występuje na bagnach stawów i jezior, w wolno płynących ciekach, gdzie rośnie w formie wynurzonej i zanurzonej. Z uwagi na ogromny obszar występowania jest bardzo zmienna pod względem wyglądu i barwy (wiele odcieni zielonego i czerwonego).

## Zagrożenia i ochrona
W skali globalnej gatunek nie jest zagrożony – na czerwonej liście Międzynarodowej Unii Ochrony Przyrody (IUCN Red List) ma status gatunku najmniejszej troski.
Kategorie zagrożenia gatunku w Polsce:
- Według Czerwonej listy roślin i grzybów Polski (2006)[7]: Ex (wymarły); 2016: RE (wymarły na obszarze Polski)[8].
- Według Polskiej czerwonej księgi roślin[9]: EX (extinct, wymarły).

Gatunek ma status zagrożonego także w Niemczech i Szwajcarii.

## Zastosowanie
Jako roślina akwariowa jest często sprzedawana pod błędną nazwą Ludwigia perennis (jest to inny gatunek). W akwarium wygląda bardzo dekoracyjnie, zwłaszcza w odmianie czerwonej. Wymaga tam mocnego oświetlenia i regularnego nawożenia, inaczej słabo przyrasta.